# AprizeSat
AprizeSat est une plateforme américaine de microsatellite destinée aux satellites de télécommunications en orbite terrestre basse. Elle est proposée comme une solution à faible coût, avec un prix annoncé de 1,2 million de dollars par satellite pour une constellation de 24 à 48 satellites.
En 2014, douze engins spatiaux basés sur la plateforme Aprize ont été lancés.

## Historique des lancements
| Nom du satellite         | Date de lancement | Statut       |
| ------------------------ | ----------------- | ------------ |
| LatinSat 1               | 20 décembre 2002  | Opérationnel |
| LatinSat 2               | 20 décembre 2002  | Opérationnel |
| LatinSat C (AprizeSat 1) | 29 juin 2004      | Opérationnel |
| LatinSat D (AprizeSat 2) | 29 juin 2004      | Opérationnel |
| AprizeSat-3              | 29 juillet 2009   | Opérationnel |
| AprizeSat-4              | 29 juillet 2009   | Opérationnel |
| AprizeSat-5              | 17 août 2011      | Opérationnel |
| AprizeSat-6              | 17 août 2011      | Opérationnel |
| AprizeSat-7              | 21 novembre 2013  | Opérationnel |
| AprizeSat-8              | 21 novembre 2013  | Opérationnel |
| AprizeSat-9              | 19 juin 2014      | Opérationnel |
| AprizeSat-10             | 19 juin 2014      | Opérationnel |